# Liste der Naturdenkmale in Königstein im Taunus
Die Liste der Naturdenkmale in Königstein im Taunus nennt die im Gebiet der Stadt Königstein im Taunus im Hochtaunuskreis in Hessen gelegenen Naturdenkmale.
| Bild                          | Bezeichnung                 | Ortsteil, Lage                                                          | Beschreibung | Art         | Nr.             |
| ----------------------------- | --------------------------- | ----------------------------------------------------------------------- | --- | ----------- | --------------- |
| Fotos hochladen               | Mammutbaum in Königstein    | Königstein 50° 11′ 8,4″ N, 8° 27′ 54,4″ O                               | Tief beasteter Solitärbaum mit beträchtlichem Stammumfang, hohem Wuchs und ausladender Krone.                                                                                   | Mammutbaum  | 63              |
| mehr Fotos \| Fotos hochladen | Freiheitsfelsen             | Königstein 50° 11′ 2,6″ N, 8° 27′ 26″ O                                 | Am Burgberg in Königstein. Eindrucksvolle Felspartie aus Grünschiefer und Gneis mit zerklüfteten und steilen Bereichen.                                                         |             | 64              |
| Fotos hochladen               | Linde am unteren Kreuz      | Schneidhain 50° 10′ 16″ N, 8° 26′ 58,1″ O                               | Sehr alter Baum mit auffällig wohlgeformter Krone und einem Stammumfang von fast 3 m.                                                                                           | Linde       | 73              |
| Fotos hochladen               | Esskastanie bei Mammolshain | Mammolshain, Esskastanie bei Mammolshain 50° 10′ 14,9″ N, 8° 30′ 3,2″ O | imposante Esskastanie im Kastanienhain südlich von Mammolshain. Der Baum mit einem Umfang von 6 Metern weist zahlreiche Spechthöhlen auf, die seinen ökologischen Wert belegen. | Esskastanie | 104             |
| BW                            | Kastanie am Wiesenhof       | Mammolshain 50° 10′ 13,5″ N, 8° 30′ 3,1″ O                              | Besonders große, schöne Edelkastanie im Verbund. | Esskastanie | 434.005 Mam 155 |

## Ehemalige Naturdenkmale
| Bild | Bezeichnung                     | Ortsteil, Lage                            | Beschreibung | Art       | Nr. |
| ---- | ------------------------------- | ----------------------------------------- | --- | --------- | --- |
| BW   | 3 alte Bergahorne in Königstein | Königstein 50° 10′ 58,4″ N, 8° 28′ 3,1″ O | 3 alte, dicht beieinander stehende Bergahorne in Königstein. In dieser Formation selten im Stadtbereich. 2004/05 gefällt und 2015 aus dem Naturdenkmalverzeichnis gestrichen. | Bergahorn | 65  |

## Belege
1. ↑  
Naturdenkmale. www.hochtaunuskreis.de, archiviert vom Original am 20. Februar 2016; abgerufen am 27. April 2016.
2. ↑  
63 (150) Mammutbaum. Archiviert vom Original am 20. Februar 2016; abgerufen am 27. April 2016.
3. ↑  
64 (151) Freiheitsfelsen. Archiviert vom Original am 20. Februar 2016; abgerufen am 27. April 2016.
4. ↑  
73 (153) Linde am unteren Kreuz. Archiviert vom Original am 20. Februar 2016; abgerufen am 27. April 2016.
5. ↑  
104 (154) Esskastanie bei Mammolshain. Archiviert vom Original am 20. Februar 2016; abgerufen am 27. April 2016.
6. ↑  Edelkastanie als Naturdenkmal; in: FAZ vom 12. März 2016, S. 43
7. 1 2  
Zweite Verordnung zum Schutz von Naturdenkmalen im Hochtaunuskreis Vom 19. Oktober 2015. (pdf; 4,29 MB) Der Kreisausschuss des Hochtaunuskreises -Untere Naturschutzbehörde-, 23. März 2016, abgerufen am 27. April 2016.
8. ↑  
65 (152) 3 alte Bergahorne. Archiviert vom Original am 20. Februar 2016; abgerufen am 27. April 2016.

- Karte mit allen Koordinaten:
- OSM |
- WikiMap